# إثميا مونغولية
إثميا مونغولية (الاسم العلمي:Ethmia mongolica) هي نوع من الحشرات تتبع جنس الإثميا من فصيلة الألاشستيات.